# Oleg Milștein
Oleg Milștein (în rusă Олег Мильштейн; n. 27 octombrie 1945, Soroca, RSS Moldovenească, URSS – d. 14 octombrie 2015, Nürnberg, Germania) a fost un evreu moldovean, compozitor, aranjator și muzician sovietic, moldovenesc și rus. A fost „Artist onorat” al RSFS Ruse (1990).

## Biografie
S-a născut în orașul Soroca din RSS Moldovenească (actualmente Republica Moldova), în familia coaforului Srul Milștein și Hanei Podlubnaia. În orașul natal a absolvit școlile secundară și de muzică, apoi o școala de dirijare corală. În 1964 a intrat în armată, unde a cântat în formația militară a garnizoanei de la Chișinău. În 1971 a absolvit clasa de compoziție și dirijat a Conservatorului din Chișinău.
În timp ce studia la conservator, a creat primul său ansamblu vocal și instrumental, numit „Fortina”, la Casa Tineretului din Chișinău. Numele grupului era alcătuit din primele silabe ale cuvintelor: „Formația tinerețe”. Cu această formație, Milștein a făcut turnee de succes la Moscova, Leningrad, Tallinn, Suhumi și alte orașe din URSS.
Pentru „Fortina” Milștein a scris melodiile bazate pe versurile poeților moldoveni, a făcut multe aranjamente noi ale melodiilor cunoscute anterior. Programul acestui ansamblu a fost împărțit în trei părți: cântece de autori sovietici, aranjamente folclorice și cântece ale compozitorilor moldoveni, precum și unele exemple de muzică străină. Ulterior, din acest ansamblu, au provenit cunoscuții compozitori Petre Teodorovici și Ian Raiburg, precum și comedianul și compozitorul, creatorul programului Gorodok de la televiziunea rusă, Ilia Oleinikov. Ansamblul „Fortina” a fost desființat în 1969 „pentru admirație pentru muzica occidentală”.
În 1969 Milștein a creat ansamblul „Sonor”. În 1975, ansamblul a primit titlul de laureat al Primului Festival Internațional al Cântecului Sovietic „Alioșa” în orașul bulgar Plovdiv, unde piesa „Tovarășul Alioșa”, scrisă de Milștein special pentru acest festival, a avut un mare succes.
În 1976, Filarmonică de Stat din RSS Moldovenească a decis să creeze un nou ansamblu, numit „Orizont” și l-a numit pe Milștein ca șef. Ansamblul a avut o largă popularitate în 1978 după ce a câștigat concursul sovietic de televiziune С песней по жизни („Cu o melodie prin viață”). Ansamblul a făcut turnee cu succes în întreaga Uniune Sovietică.
Negăsind sprijinul scontat de la Ministerul Culturii din RSSM, în 1982 se alătură „Rosconcertului” la Filarmonica din Stavropol. 
În același timp, „Orizont” a petrecut turnee de succes nu numai în Uniune Sovietică, ci și dincolo de granițele sale. O parte semnificativă a repertoriului a fost compusă din piesele lui Milștein. Pentru formație au scris și Eugen Doga, Alexandra Pahmutova, Tihon Hrennikov și alți compozitori celebri. Colectivul a ajuns în finala festivalului sovietic de televiziune „Piesa-90” cu piesa „Amor, Amor” de Oleg Milștein și „Piesa-91” cu piesa „Nopțile albe” (Белые ночи) de Nikolai Karagia.
În 1991 „Orizont” a participat la spectacolul Allei Pugaceva, „Întâlniri de Crăciun” (Рождественские встречи).
În perioada existenței trupei, au fost lansate patru discuri ale ansamblului, opt discuri-mici și patru CD-uri. În 1994 ansamblul a încetat să mai existe. Oleg Milștein a continuat să producă și să facă turnee în Moldova și CSI.
A murit pe 14 octombrie 2015 în Germania, unde a locuit începând cu 1996.

## Activitatea creativă
Lucrările lui Oleg Milștein includ: poemul simfonic Памяти павших („În memoria celor căzuți”, 1967), cvartet de coarde (1972), sonată pentru vioară și pian (1974), Молдавская сюита („Suita moldovenească”, 1971), piesă pentru trompetă și orchestră pop (1975), ciclul vocal О любви („Despre dragoste”, cuvinte de I. Șaferan) (1976), scherzo pentru clarinet și pian (1973), muzică pentru spectacolul dramatic Будьте счастливы, люди! („Fiți fericiți, oameni buni!”, 1970), pentru spectacolele de păpuși Лесные часы („Ceasurile pădurii”, 1975), Поросенок Чок („Purcelușul Ciok”, 1974), numeroase cântece pe baza poeziilor poeților sovietici, o colecție de aranjamente pentru ansamblul Пе струнэ де китарэ („Pe strune de chitară”, împreună cu Eugene Doga, 1972) și mulți alții..